# Comité Europeu de Normalização Electrotécnica
Comité Europeu de Normalização Electrotécnica ou o CENELEC é o comitê que prepara as normas relativas à electricidade e à electrónica para os países que pertencem a União Europeia.
O CENELEC foi fundado em 1973. Até à sua criação duas organizações eram responsáveis pela normalização neste domínio: o CENELCOM e o CENEL. O CENELEC é uma associação sem fins lucrativos de direito belga, com sede em Bruxelas. É composto por membros dos organismos nacionais de normalização electrotécnica da maioria dos países europeus.
Os países que compõem o CENELEC com o estatuto de membros são: Alemanha, Áustria, Bélgica, Bulgária, Chipre, Dinamarca, Eslováquia, Eslovénia, Espanha, Estónia, Finlândia, França,  Grécia, Hungria, Islândia, Irlanda, Itália, Letónia, Lituânia, Luxemburgo, Malta, Países Baixos, Noruega, Polónia, Portugal, Reino Unido, República Checa, Roménia, Suécia e Suíça. Com o estatuto de afiliado do CENELEC: Albânia, Bósnia-Herzegovina, Croácia, Macedónia do Norte, Sérvia, Tunísia, Turquia e Ucrânia.
Apesar do CENELEC cooperar estreitamente com a União Europeia e com a EFTA ele não se confunde com essas organizações.
(em inglês)Página oficial do CENELEC